# Саблино (Тверская область)
Саблино — деревня в Зубцовском районе Тверской области. Входит в состав Столипинского сельского поселения.
Расположена в 16 километрах к востоку от районного центра Зубцов, на правом берегу Волги.
В конце XIX — начале XX века деревня входила в состав Столыпинской волости Зубцовского уезда Тверской губернии. 
С 1929 года деревня входила в состав Столыпинского сельсовета Зубцовского района Ржевского округа Западной области, с 1935 года — в составе Калининской области, с 1994 года — в составе Столипинского сельского округа, с 2005 года — в составе Столипинского сельского поселения. Была полностью сожжена немецко-фашистскими войсками в 1941 году.С тех пор там чистое поле.

## Население
| 1859 | 2002 | 2010 |
| ---- | ---- | ---- |
| 90   | ↘4   | ↘1   |